# 사우샘프턴 공습
사우샘프턴 전격폭격은 제2차 세계 대전 중 나치 독일 루프트바페가 사우샘프턴에 가한 대규모 폭격이었다. 사우샘프턴은 루프트바페에게 전략적 폭격 목표였는데, 그곳에는 번잡한 부두와 관련 사업장 및 공장이 있었고, 특히 울스턴에 스피트파이어를 생산하는 슈퍼마린 공장이 있었기 때문이다. 남해안에 위치한 대형 항구 도시인 만큼 프랑스에 있는 독일 비행장에서 쉽게 접근할 수 있었다.
전쟁 중 이 도시에 57번의 공격이 있었지만, 1,500회 이상의 공습 경보가 발령되었다. 공습 예방 (ARP) 부서에 따르면 약 2,300개의 폭탄이 투하되어 470톤 이상의 고성능 폭약이 사용되었다. 30,000개 이상의 소이탄이 도시에 투하되어 약 45,000채의 건물이 손상되거나 파괴되었으며, 도시 하이 스트리트 대부분이 피해를 입었다.

## 스핏파이어 공장
울스턴에 있는 슈퍼마린 공장은 스피트파이어를 제조하는 도시 내 목표였다. 1940년 9월 24일과 26일, 루프트바페는 두 차례의 주간 공습으로 강변 공장을 폭격했다. 공장 대부분이 파괴되었고 110명이 사망했다. 노샘 가스 공장도 9월 26일에 공격을 받아 11명의 노동자가 사망했다.

## 시빅 센터
1940년 11월 6일 주간 공습은 도시의 시빅 센터를 목표로 했다. 루프트바페 사령관 헤르만 괴링은 시빅 센터가 공중에서 "조각 케이크"처럼 보였고, 자신이 "한 조각 잘라낼 것"이라고 말했다. 공습 중 12개의 폭탄이 투하되었는데, 그중 500파운드 고성능 폭탄이 시빅 센터에 직격했다. 이 폭탄은 미술관의 아래층까지 관통하여 지하에서 미술 수업을 듣던 어린이 15명을 포함해 35명을 살해했다.

## 전격폭격
57차례의 공습 중 단연 최악은 1940년 11월 23일과 30일, 12월 1일에 발생했으며, 이 공격들은 일반적으로 "사우샘프턴 전격폭격"으로 불린다. 11월 23일 저녁 18시 15분(오후 6시 15분)부터 자정까지 이어진 공습으로 77명이 사망하고 300명 이상이 부상당했으며, 시빅 센터가 공격의 큰 타격을 받았다. 공습의 규모는 도시의 상수도를 파괴하여 많은 화재가 스스로 진화될 때까지 내버려 두어야 했다.
사우샘프턴의 화재 폭풍으로 인한 불빛이 프랑스 해안의 셰르부르에서까지 보였다는 보고가 있었다. 나치 선전은 선전에서 이 도시가 연기나는 폐허로 변했다고 선언했다.
일주일 후, 120대의 독일 폭격기가 11월 30일 저녁에 6시간 동안 추가 공격을 위해 돌아왔다. 도시에 투하된 800개의 폭탄으로 137명이 사망했고, 이 중 96명은 방공호에서 사망했다. 피렐리 케이블 공장, 데일리 에코 신문사 건물, 제너럴 모터스 공장 등 주요 건물들이 심하게 손상되거나 파괴되었다. 올 세인츠, 홀리루드 및 세인트 메리 교회는 파괴되었지만, 세인트 마이클 교회는 경미한 손상만 입었는데, 이는 첨탑이 독일 폭격기 조종사들이 지형지물로 사용되어 폭격하지 말라는 명령을 받았기 때문이라고 전해진다. 전격폭격으로 사우샘프턴은 총 7개의 교회를 잃었고, 감사원 건물, 병기 조사국 사무실 및 많은 상점, 공장, 주택들이 파괴되었다.
도시 공습의 마지막 사상자는 1941년 5월 도시 교외에 대한 소규모 공습과 1941년 7월 8일 밀브룩의 빅토리 크레센트 지역에서 발생하여 3명이 사망했다. 50대 이상의 폭격기가 동원된 마지막 대규모 공습은 1942년 6월이었다. 간헐적인 기습 공격이 있었고, 1944년 7월 중순에는 두 발의 V1 비행폭탄이 도시에 떨어진 마지막 적군 폭탄이었다.

## 희생자
폭격 희생자 중에는 1912년 RMS 타이타닉에서 석탄 적재원으로 일했던 에드거 L. 페리가 있었다. 배의 침몰에서 살아남았던 페리는 1940년 11월 23일 폭격을 피해 대피하던 중 아내와 함께 사망했다.